# ジェームス・スポルディング
ジェームス・スポルディング（James Spaulding、1937年7月30日 - ）は、アメリカのジャズ・サクソフォーン奏者にしてフルート奏者。
インディアナ州インディアナポリスで生まれたスポルディングは、シカゴ・コスモポリタン音楽学校に通った。1957年から1961年の間、サン・ラのバンド・メンバーを務めた。1960年代に、ブルーノート・レコードでスタジオ・ミュージシャンとして働き、ウェイン・ショーター、ジョー・ヘンダーソン、スタンリー・タレンタインとレコーディングした。また、フレディ・ハバードのクインテットや、ワールド・サキソフォン・カルテットのメンバーも務めた。

## ディスコグラフィ

### リーダー・アルバム
- 『プレイズ・ザ・レガシー・オブ・デューク・エリントン』 - James Spaulding Plays the Legacy of Duke Ellington (1976年、Storyville) ※旧邦題『デューク・エリントンに捧ぐ』
- Gotstabe a Better Way! (1988年、Muse)
- Brilliant Corners (1988年、Muse)
- Songs of Courage (1991年、Muse)
- Blues Nexus (1993年、Muse)
- The Smile of the Snake (1997年、HighNote)
- Escapade (1999年、HighNote)
- Blues Up & Over (2001年、Speetones)
- Round to It Vol. 2 (2005年、Speetones)
- Down With It (2006年、Marge)[4]